# Roldán Rodríguez
Roldán Rodríguez Iglesias, född 9 november 1984 i Valladolid, är en spansk racerförare. 

## Racingkarriär
Rodríguez har tävlat i formel 3, formel 3000 och senast i GP2 för Minardi Piquet Sports säsongen 2007. Han var testförare för formel 1-stallet Force India säsongen 2008.
Rodríguez kör i GP2 Asia för Piquet GP säsongen  2008/2009.  Han vann premiären av serien från pole position, och ledde Asienserien efter två race.
Rodríguez kommer att köra för samma stall i huvudserien säsongen 2009.